# Angie Sanclemente Valencia
Angie Sanclemente Valencia (née le 25 mai 1979) est une ancienne reine de beauté colombienne et mannequin de lingerie qui serait le chef de file de l'un des plus grands cartels de la drogue au monde.
Elle est surnommée « Narco Barbie »  ou « Miss Narco » par la presse.

## Biographie

### Reine de beauté
Angie Sanclemente Valencia considérée comme reine de beauté, a reçu plusieurs prix de concours de beauté. Elle est sacrée Reine du café 2010 dans son pays mais doit rendre sa couronne pour avoir menti sur son célibat.

## Trafic de drogue
Angie Sanselmente Valencia joue un rôle majeur dans l'histoire du trafic de drogue. Elle aurait, selon la police argentine, utilisé son agence de mannequins pour organiser un réseau de trafic de cocaïne entre l'Amérique du Sud et l'Europe. 

### Arrestation
Après l'arrestation d'une mannequin de 21 ans nommée « Ariel L » ait été arrêté à l'aéroport de Buenos Aires avec une valise contenant 55 kg de cocaïne, Angie Valencia est accusée d'être l'organisatrice d'un réseau de trafiquant de drogues. Lors de son arrestation, Ariel L n'a pas tenté de cacher la drogue, pensant que personne n'essayerait de l'arrêter.
Selon la police, elle s'est installée au Mexique dans les années 2000 où elle rencontre un patron de la drogue surnommé El Monstruo. De retour en Colombie, elle lance un trafic entre l'Amérique du Sud et l'Europe où les mules recevaient $5 000 à chaque voyage.
Peu après l'arrestation, Angie Sanclemente Valencia fuit l'Argentine et Interpol lance un mandat d'arrêt contre elle. Elle est finalement arrêtée dans une auberge de jeunesse à Buenos Aires après six mois de cavale. Elle est emprisonnée le 27 mai 2010 au « Centre fédéral de détention de Mujeres Unidad número 31 » dans la ville d'Ezeiza, dans la province de Buenos Aires.
En novembre 2011, elle est condamnée à six ans et huit mois de prison pour trafic de drogue après avoir plaidé non coupable. Elle est finalement libérée le 27 septembre 2013 et renvoyé en Colombie avec l'interdiction de retourner en Argentine.